# Tirrena-Adriàtica 2014
La Tirrena-Adriàtica 2014, 49a edició de la Tirrena-Adriàtica, es disputà entre el 12 i el 18 de març de 2014. Aquesta fou la tercera prova de l'UCI World Tour 2014. Els corredors havien de superar 1.019,1 km repartits entre set etapes, entre elles una contrarellotge per equips inicial i una d'individual per acabar la cursa.
La cursa fou guanyada per l'espanyol Alberto Contador (Team Tinkoff-Saxo), el qual es vestí amb el mallot de líder després de cinquena etapa, amb final a Guardiagrele. En aquesta etapa realitzà un llunyà atac que no va poder ser seguit per cap altre dels favorits i en què el fins aleshores líder, Michał Kwiatkowski (Omega Pharma-Quick Step) va perdre més de 6 minuts en l'arribada. Amb més de dos minuts sobre l'immediat perseguidor sols li quedava controlar la cursa en les dues etapes finals. Aquesta era la primera victòria de Contador en una cursa per etapes des de la victòria a la Volta a Espanya de 2012. En segona posició finalitzà el colombià Nairo Quintana (Movistar Team), el qual guanyà la classificació dels joves, mentre en tercera posició finalitzà el company de Contador al Team Tinkoff-Saxo, el txec Roman Kreuziger.
En les altres classificacions, Peter Sagan (Cannondale) guanyà el mallot vermell de la classificació per punts, mentre l'italià Marco Canola (Bardiani CSF) guanyava el mallot verd de la classificació de la muntanya. L'AG2R La Mondiale aconseguí la victòria en la classificació per equips.

## Equips
L'organitzador RCS Sport comunicà la llista d'equips convidat el 16 de gener de 2014. 22 equips prendran part a la Tirrena-Adriàtica: 18 ProTeams i 4 equips continentals professionals.
| Núm.    | Codi | Equip                   |
| ------- | ---- | ----------------------- |
| 1-8     | ALM  | AG2R La Mondiale        |
| 11-18   | AST  | Astana Qazaqstan Team   |
| 21-28   | BAR  | Bardiani CSF            |
| 31-38   | BEL  | Belkin Pro Cycling Team |
| 41-48   | BMC  | BMC Racing Team         |
| 51-58   | CAN  | Cannondale              |
| 61-68   | FDJ  | FDJ                     |
| 71-78   | GRS  | Garmin-Sharp            |
| 81-88   | IAM  | IAM Cycling             |
| 91-98   | LAM  | Lampre-Merida           |
| 101-108 | LTB  | Lotto-Belisol           |

| Núm.    | Codi | Equip                   |
| ------- | ---- | ----------------------- |
| 111-118 | MOV  | Movistar Team           |
| 121-128 | MTN  | MTN-Qhubeka             |
| 131-138 | OPQ  | Omega Pharma-Quick Step |
| 141-148 | OGE  | Orica-GreenEDGE         |
| 151-158 | EUC  | Team Europcar           |
| 161-168 | GIA  | Giant-Shimano           |
| 171-178 | KAT  | Team Katusha            |
| 181-188 | TNE  | NetApp-Endura           |
| 191-198 | SKY  | Team Sky                |
| 201-208 | TCS  | Team Tinkoff-Saxo       |
| 211-218 | TFR  | Trek Factory Racing     |

## Recorregut
Amb un recorregut molt similar a les darreres edicions, la primera etapa consisteix en una contrarellotge per equips de 16,9 km amb el recorregut invers al de l'any anterior. Tot seguit arriben un parell d'etapes planes, abans que en la quarta etapa es trobin amb l'alta muntanya. L'etapa finalitza a Selva Rotonda, després de 14 km d'ascensió al 5,3% de desnivell. L'endemà els ciclistes hauran d'afrontar una etapa moguda, amb el passo Lanciono (11,3 km al 8,3%) i l'arribada a Guardiagrele, amb uns 600 metres finals en què el desnivell arriba al 30%. Una etapa plana i la contrarellotge individual pels carrers de San Benedetto del Tronto posaran punt final a aquesta edició.

## Favorits
Bona part dels millors ciclistes del panorama internacional es reuniran per disputar aquesta edició de la Tirrena-Adriàtica. Sols destaquen les absències de Chris Froome (Team Sky), per lesió, i Vincenzo Nibali (darrer vencedor)
Entre els favorits a la victòria final destaquen Alberto Contador (Team Tinkoff-Saxo), Nairo Quintana (Movistar Team), Rigoberto Urán i Michał Kwiatkowski (Omega Pharma-Quick Step), Bradley Wiggins o Richie Porte (Team Sky). També poden tenir un paper destacat Cadel Evans i Philippe Gilbert (BMC Racing Team), Ivan Basso (Cannondale), Michele Scarponi (Astana Qazaqstan Team), Chris Horner i Damiano Cunego (Lampre-Merida), Robert Gesink i Bauke Mollema (Belkin Pro Cycling Team), Domenico Pozzovivo (AG2R La Mondiale), Tony Martin (Garmin-Sharp) o Jurgen van den Broeck (Lotto-Belisol).
Entre els esprintadors destaquen Marcel Kittel (Giant-Shimano), Mark Cavendish (Omega Pharma-Quick Step), Peter Sagan (Cannondale), Andre Greipel (Lotto-Belisol) o Sacha Modolo (Lampre-Merida), entre d'altres.

## Etapes
| Etapa    | Data       | Recorregut                                                | Km   | Vencedor d'etapa              | Líder de la general      |
| -------- | ---------- | --------------------------------------------------------- | ---- | ----------------------------- | ------------------------ |
| 1a etapa | 12 de març | Donoratico - San Vincenzo (CRE)                           | 16,9 | Omega Pharma-Quick Step (BEL) | Mark Cavendish (GBR)     |
| 2a etapa | 13 de març | San Vincenzo - Cascina                                    | 173  | Matteo Pelucchi (ITA)         | Mark Cavendish (GBR)     |
| 3a etapa | 14 de març | Cascina - Arezzo                                          | 206  | Peter Sagan (SVK)             | Michał Kwiatkowski (POL) |
| 4a etapa | 15 de març | Indicatore - Cittareale (Selva Rotonda)                   | 237  | Alberto Contador (ESP)        | Michał Kwiatkowski (POL) |
| 5a etapa | 16 de març | Amatrice - Guardiagrele                                   | 190  | Alberto Contador (ESP)        | Alberto Contador (ESP)   |
| 6a etapa | 17 de març | Bucchianico - Porto Sant'Elpidio                          | 187  | Mark Cavendish (GBR)          | Alberto Contador (ESP)   |
| 7a etapa | 18 de març | San Benedetto del Tronto - San Benedetto del Tronto (CRI) | 9,1  | Adriano Malori (ITA)          | Alberto Contador (ESP)   |

### Etapa 1
12 de març de 2014 — Donoratico - San Vincenzo, 18,5 km, contrarellotge per equips
L'etapa inicial és una contrarellotge per equips totalment plana que segueix la costa tirrena entre les localitats de Donoratico i San Vincenzo. El recorregut és idèntic al realitzat en l'edició del 2012 i 2013, però en el sentit invers. El MTN-Qhubeka és el primer equip a prendre la sortida a les 14h 40', mentre la resta d'equips ho aniran fent amb un interval de tres minuts entre ells, fins al Lotto-Belisol, el darrer en prendre la sortida a les 15h 43'. El temps del MTN-Qhubeka, 21' 31" serà àmpliament superat pel segon equip en arribar a meta, l'IAM Cycling suís, amb un temps de 21' 03". El següent equip en millorar el temps serà el BMC Racing Team amb 21' 00". El Cannondale va rebaixar el millor temps en 21", però l'alegria li va durar poc, perquè el següent equip en arribar a meta, l'Orica-GreenEDGE va situar el millor temps en 20' 24", 14 segons menys que el Canondale. A partir d'aquest moment sols el Team Tinkoff-Saxo i el Movistar Team es van apropar al millor temps, quedant-se a 13 i 7 segons respectivament d'aquest. Amb tot el vencedor final de l'etapa fou l'Omega Pharma-Quick Step, penúltim equip en prendre la sortida, que va millorar el temps en 11 segons i que va situar a Mark Cavendish, primer a creuar la línia d'arribada, com a primer líder de la cursa.
|    | Equip                   | Temps   |
| -- | ----------------------- | ------- |
| 1  | Omega Pharma-Quick Step | 20' 13" |
| 2  | Orica-GreenEDGE         | + 11"   |
| 3  | Movistar Team           | + 18"   |
| 4  | Team Tinkoff-Saxo       | + 24"   |
| 5  | Cannondale              | + 26"   |
| 6  | Team Sky                | + 27"   |
| 7  | Lotto-Belisol           | + 28"   |
| 8  | Trek Factory Racing     | + 36"   |
| 9  | Belkin Pro Cycling Team | + 37"   |
| 10 | FDJ                     | + 43"   |

|    | Ciclista                  | Equip                   | Temps   |
| -- | ------------------------- | ----------------------- | ------- |
| 1  | Mark Cavendish (GBR)      | Omega Pharma-Quick Step | 20' 13" |
| 2  | Michał Kwiatkowski (POL)  | Omega Pharma-Quick Step | m. t.   |
| 3  | Rigoberto Urán (COL)      | Omega Pharma-Quick Step | m. t.   |
| 4  | Mark Renshaw (AUS)        | Omega Pharma-Quick Step | m. t.   |
| 5  | Wout Poels (NED)          | Omega Pharma-Quick Step | m. t.   |
| 6  | Alessandro Petacchi (ITA) | Omega Pharma-Quick Step | + 2"    |
| 7  | Tony Martin (GER)         | Omega Pharma-Quick Step | + 3"    |
| 8  | Daryl Impey (RSA)         | Orica-GreenEDGE         | + 11"   |
| 9  | Simon Clarke (AUS)        | Orica-GreenEDGE         | + 11"   |
| 10 | Luke Durbridge (AUS)      | Orica-GreenEDGE         | + 11"   |

### Etapa 2
13 de març de 2014 — San Vincenzo - Cascina, 166 km
Primera etapa en línia de la present edició, amb final a Cascina, als afores de Pisa. Després d'una primers quilòmetres seguint la costa, ben aviat la ruta es dirigeix cap a l'interior on els ciclistes hauran d'afrontar tres dificultats muntanyoses de manera consecutiva: Guardistallo (5 km al 3,7%) al km 31,1; Montecatini Val di Cecina (9,5 km al 3,8%) al km 51,9 i Lajatico (4,9 km al 2,4%) al km 70,2. Fins a arribar a Cenaja el recorregut encara presenta alguna pujada no puntuable, però a partir d'aquell punt i fins al final de l'etapa el recorregut és totalment pla. En arribar a Cascina els ciclistes han de fer dos tombs a un circuit de 20,6 km.
En els primers quilòmetres d'etapa es va formar l'escapada del dia, integrada per Daniel Teklehaymanot (MTN-Qhubeka), Marco Canola (Bardiani CSF), Alex Dowsett (Movistar Team), David de la Cruz (NetApp-Endura) i Davide Malacarne (Team Europcar), que va arribar a obtenir una diferència de quasi cinc minuts. Canola va passar en primera posició pels tres ports de muntanya, passant a liderar la classificació de la muntanya en finalitzar l'etapa. El gran grup, encapçalat pels equips dels esprintadors, va anar reduint les diferències. Dowsett fou el darrer home de l'escapada en ser neutralitzat, a manca de tan sols 7 km per al final, després de deixar enrere els seus companys d'escapada. Durant la preparació de l'esprint final Marcel Kittel (Giant-Shimano) va caure a poc menys de 3 km, perdent tota opció a victòria. Finalment la victòria fou per Matteo Pelucchi (IAM Cycling) que, remuntant des del darrere, va superar a Arnaud Démare (FDJ) i André Greipel (Lotto-Belisol). Mark Cavendish (Omega Pharma-Quick Step), dissetè a l'etapa, conservà el liderat de la cursa.
|    | Ciclista                | Equip            | Temps      |
| -- | ----------------------- | ---------------- | ---------- |
| 1  | Matteo Pelucchi (ITA)   | IAM Cycling      | 3h 56' 12" |
| 2  | Arnaud Démare (FRA)     | FDJ              | m. t.      |
| 3  | André Greipel (GER)     | Lotto-Belisol    | m. t.      |
| 4  | Sam Bennett (IRL)       | NetApp-Endura    | m. t.      |
| 5  | Peter Sagan (SVK)       | Cannondale       | m. t.      |
| 6  | Davide Appollonio (ITA) | AG2R La Mondiale | m. t.      |
| 7  | Filippo Fortin (ITA)    | Bardiani CSF     | m. t.      |
| 8  | Sacha Modolo (ITA)      | Lampre-Merida    | m. t.      |
| 9  | Tony Hurel (FRA)        | Team Europcar    | m. t.      |
| 10 | Kristian Sbaragli (ITA) | MTN-Qhubeka      | m. t.      |

|    | Ciclista                  | Equip                   | Temps      |
| -- | ------------------------- | ----------------------- | ---------- |
| 1  | Mark Cavendish (GBR)      | Omega Pharma-Quick Step | 4h 16' 25" |
| 2  | Michał Kwiatkowski (POL)  | Omega Pharma-Quick Step | + 0"       |
| 3  | Rigoberto Urán (COL)      | Omega Pharma-Quick Step | + 0"       |
| 4  | Mark Renshaw (AUS)        | Omega Pharma-Quick Step | + 0"       |
| 5  | Alessandro Petacchi (ITA) | Omega Pharma-Quick Step | + 2"       |
| 6  | Tony Martin (GER)         | Omega Pharma-Quick Step | + 3"       |
| 7  | Simon Clarke (AUS)        | Orica-GreenEDGE         | + 11"      |
| 8  | Daryl Impey (RSA)         | Orica-GreenEDGE         | + 11"      |
| 9  | Svein Tuft (CAN)          | Orica-GreenEDGE         | + 11"      |
| 10 | Ivan Santaromita (ITA)    | Orica-GreenEDGE         | + 11"      |

### Etapa 3
14 de març de 2014 — Cascina - Arezzo, 210 km
Etapa que des de Cascina, a la província de Pisa, durà als ciclistes fins a Arezzo, a la província homònima. El recorregut és més aviat planer, amb dues petites dificultats muntanyoses en la primera part de la cursa, San Casciano Val di Pesa (5,4 km al 4,2%, km 60,2) i el Poggio al Croce (4,5k al 6,1%, km 86,6). Una vegada els ciclistes arribin a Arezzo, hauran de fer diverses voltes a dos circuits: un primer, de 24,8 km, al qual s'ha de fer una volta, i un segon, d'11 km, al qual se n'han de fer tres. L'arribada es troba després d'un quilòmetre final en pujada, al 5% de mitjana i algun tram de fins a l'11%.
En els primers quilòmetres d'etapa es forma una escapada integrada per Nicola Boem (Bardiani CSF), Jay Thomson (MTN Qhubeka), Bjorn Thurau (Team Europcar) i Cesare Benedetti (NetApp-Endura). Aquests quatre ciclistes van arribar a obtenir una diferència superior als 6 minuts i mig a manca de 75 km per a l'arribada, però a partir d'aleshores les diferències es van anar reduint a marxes forçades. Thurau intentà l'escapada en solitari aprofitant un dels passos per meta, però finalment és agafat a manca de 8 km, sota l'impuls del Team Tinkoff-Saxo, BMC Racing Team, Lotto-Belisol i Astana Qazaqstan Team. En un esprint molt llarg, iniciat per Philippe Gilbert (BMC Racing Team), el vencedor fou Peter Sagan (Cannondale), per davant Michał Kwiatkowski (Omega Pharma-Quick Step), el qual passa a ser el nou líder de la cursa. Alberto Contador (Team Tinkoff-Saxo) va perdre sis segons i Nairo Quintana (Movistar Team) catorze.
|    | Ciclista                 | Equip                   | Temps      |
| -- | ------------------------ | ----------------------- | ---------- |
| 1  | Peter Sagan (SVK)        | Cannondale              | 5h 10' 17" |
| 2  | Michał Kwiatkowski (POL) | Omega Pharma-Quick Step | m. t.      |
| 3  | Simon Clarke (AUS)       | Orica-GreenEDGE         | m. t.      |
| 4  | Philippe Gilbert (BEL)   | BMC Racing Team         | m. t.      |
| 5  | Daryl Impey (RSA)        | Orica-GreenEDGE         | m. t.      |
| 6  | Daniele Bennati (ITA)    | Team Tinkoff-Saxo       | m. t.      |
| 7  | André Greipel (GER)      | Lotto-Belisol           | m. t.      |
| 8  | Simon Geschke (GER)      | Giant-Shimano           | m. t.      |
| 9  | Rinaldo Nocentini (ITA)  | AG2R La Mondiale        | + 4"       |
| 10 | Lloyd Mondory (FRA)      | AG2R La Mondiale        | + 4"       |

|    | Ciclista                 | Equip                   | Temps      |
| -- | ------------------------ | ----------------------- | ---------- |
| 1  | Michał Kwiatkowski (POL) | Omega Pharma-Quick Step | 9h 26' 36" |
| 2  | Rigoberto Urán (COL)     | Omega Pharma-Quick Step | + 10"      |
| 3  | Simon Clarke (AUS)       | Orica-GreenEDGE         | + 13"      |
| 4  | Tony Martin (GER)        | Omega Pharma-Quick Step | + 15"      |
| 5  | Daryl Impey (RSA)        | Orica-GreenEDGE         | + 17"      |
| 6  | Peter Sagan (SVK)        | Cannondale              | + 22"      |
| 7  | André Greipel (GER)      | Lotto-Belisol           | + 30"      |
| 8  | Daniele Bennati (ITA)    | Team Tinkoff-Saxo       | + 30"      |
| 9  | Luke Durbridge (AUS)     | Orica-GreenEDGE         | + 31"      |
| 10 | Cameron Meyer (AUS)      | Orica-GreenEDGE         | + 31"      |

### Etapa 4
15 de març de 2014 — Indicatore - Cittareale, 244 km
Etapa més llarga de la present edició i primera de les dues etapes decisives de muntanya d'aquesta edició, junt amb la cinquena. Després d'una primera part d'etapa totalment plana, els ciclistes hauran de superar tres ports de muntanya dels Apenins, tots ells en els darrers 100 km d'etapa: la Forca di Cerro (9,6 km al 4,6%; al km 152), Forca Capistrello (16,4 km al 6,7%; al km 181,8) i l'ascens final a l'estació d'esquí de Selva Rotonda (14 km al 5,3%).
Una escapada inicial formada per Lloyd Mondory (AG2R La Mondiale), Alexei Lutsenko (Astana Qazaqstan Team), Matthias Brändle (IAM Cycling), Filippo Fortin (Bardiani CSF), Alexandre Pichot (Team Europcar) i Maksim Belkov (Team Katusha) va arribar a tenir una diferència de 7' 20" a la zona de l'avituallament, just abans de començar la part muntanyosa de l'etapa. Fortin va ser el primer a passar pel primer coll del dia, la Forca di Cerro, tot defensant la classificació del seu company d'equip Marco Canola. Durant la llarga ascensió a Forca Capistrello Mondory, Lutsenko i Brändle van quedar sols al capdavant de l'etapa. A poc a poc les diferències s'anaren reduint davant l'embranzida d'un grup principal capitanejat pels homes del Movistar Team. Lutsenko fou el primer al cim i en la baixada Mondory patia una caiguda que el feia perdre tota opció a victòria. En l'ascensió final primer foren els segones espases, Beñat Intxausti (Movistar Team) i Roman Kreuziger (Team Tinkoff-Saxo) els que van atacar per desgastar el líder, Michał Kwiatkowski (Omega Pharma-Quick Step). Altres atacs foren protagonitzats per Michele Scarponi (Astana Qazaqstan Team) o Robert Kiserlovski (Trek Factory Racing), els quals foren seguits per Nairo Quintana (Movistar) i Alberto Contador (Team Tinkoff-Saxo). La vigilància entre ells va permetre la reacció d'alguns ciclistes per darrere, però finalment Contador es va imposar amb un segon sobre Quintana i cinc sobre Daniel Moreno (Team Katusha). Kwiatkowski va mantenir el liderat amb 16" sobre Contador.
|    | Ciclista                 | Equip                   | Temps      |
| -- | ------------------------ | ----------------------- | ---------- |
| 1  | Alberto Contador (ESP)   | Team Tinkoff-Saxo       | 6h 39' 56" |
| 2  | Nairo Quintana (COL)     | Movistar Team           | + 1"       |
| 3  | Daniel Moreno (ESP)      | Team Katusha            | + 5"       |
| 4  | Roman Kreuziger (CZE)    | Team Tinkoff-Saxo       | + 5"       |
| 5  | Richie Porte (AUS)       | Team Sky                | + 5"       |
| 6  | Michele Scarponi (ITA)   | Astana Qazaqstan Team   | + 8"       |
| 7  | Michał Kwiatkowski (POL) | Omega Pharma-Quick Step | + 10"      |
| 8  | Robert Kišerlovski (CRO) | Trek Factory Racing     | + 11"      |
| 9  | Chris Horner (USA)       | Lampre-Merida           | + 11"      |
| 10 | Giampaolo Caruso (ITA)   | Team Katusha            | + 17"      |

|    | Ciclista                 | Equip                   | Temps       |
| -- | ------------------------ | ----------------------- | ----------- |
| 1  | Michał Kwiatkowski (POL) | Omega Pharma-Quick Step | 16h 06' 42" |
| 2  | Alberto Contador (ESP)   | Team Tinkoff-Saxo       | + 16"       |
| 3  | Nairo Quintana (COL)     | Movistar Team           | + 23"       |
| 4  | Richie Porte (AUS)       | Team Sky                | + 34"       |
| 5  | Rigoberto Urán (COL)     | Omega Pharma-Quick Step | + 38"       |
| 6  | Roman Kreuziger (CZE)    | Team Tinkoff-Saxo       | + 39"       |
| 7  | Robert Kišerlovski (CRO) | Trek Factory Racing     | + 49"       |
| 8  | Moreno Moser (ITA)       | Cannondale              | + 1' 01"    |
| 9  | Mikel Nieve (ESP)        | Team Sky                | + 1' 02"    |
| 10 | Julián Arredondo (COL)   | Trek Factory Racing     | + 1' 03"    |

### Etapa 5
16 de març de 2014 — Amatrice - Guardiagrele, 192 km
Segona de les etapes de muntanya d'aquesta present edició, amb dues parts ben diferenciades. Els primers 150 km, tot i algunes pujades, tenen tendència descendent, des dels gairebé 1.000 metres de la sortida a Amatrice fins gairebé el nivell del mar abans de començar l'ascensió al primer dels ports del dia, el llarg i costerut passo Lanciano, d'11,3 km al 8,5% de desnivell mitjà que s'eleva fins als 1.306 msnm. Coronat a tan sols 29 km de meta, un llarg descens condueix els ciclistes fins a l'arribada a Guardiagrele, on els ciclistes es trobaran un mur de 600 metres amb desnivells de quasi el 30%.
Una nombrosa escapada, formada per deu ciclistes i que arribar a comptar amb 10 minuts sobre el grup del líder, va marcar l'etapa fins a l'arribada al passo Lanciano, on aquesta començà a trencar-se. Entre els escapats hi havia, entre d'altres, el català David de la Cruz (NetApp-Endura), Benjamin King (Garmin-Sharp), Simon Geschke (Giant-Shimano) i Adam Hansen (Lotto-Belisol). Amb tot l'etapa es jugava al grup del líder, on un Team Tinkoff-Saxo pletòric imprimia un fort ritme que eliminava ciclistes del gran grup a marxes forçades. En les primeres rampes del passo Lanciano Alberto Contador (Team Tinkoff-Saxo) feia un primer atac, que era seguit per Nairo Quintana (Movistar Team), però la manca d'entesa entre els dos va fer que tornessin al grup del líder, el qual presentava símptomes de fluixesa. Poc després Contador ho torna a intentar, i aquesta vegada en solitari se'n va a la captura dels escapats. A poc a poc amplià les diferències respecte a Quintana, que el seguia en un primer grup junt a, i Michał Kwiatkowski (Omega Pharma-Quick Step), que totalment enfonsat veia com se li escapava tota opció a la victòria final. Contador passa pel cim 44" rere els escapats, mentre el líder ho fa a 4' 45". Una vegada finalitzat el descens Contador i Hansen, que s'havia quedat despenjat des l'escapada, atrapen el trio capdavanter format per De la Cruz, Kingi i Geschke. L'entesa és bona i plegats continuen cap a l'arribada. El català De la Cruz és el primer a quedar despenjat, mentre King intenta una escapada en els metres previs al mur de Guardiagrele. Allà Contador demostra els seus dots d'escalador, guanyant l'etapa amb sis segons sobre Geschke i més d'un minut i mig sobre la resta de grans favorits. El fins ara líder, Kwiatkowski, arriba a més de sis minuts. Contador passa a ser el nou líder de la cursa, amb més de dos minuts sobre el seu immediat perseguidor, el colombià Quintana.
|    | Ciclista                     | Equip               | Temps      |
| -- | ---------------------------- | ------------------- | ---------- |
| 1  | Alberto Contador (ESP)       | Team Tinkoff-Saxo   | 4h 54' 42" |
| 2  | Simon Geschke (GER)          | Giant-Shimano       | + 6"       |
| 3  | Ben King (USA)               | Garmin-Sharp        | + 45"      |
| 4  | Adam Hansen (AUS)            | Lotto-Belisol       | + 1' 01"   |
| 5  | Jean-Christophe Péraud (FRA) | AG2R La Mondiale    | + 1' 26"   |
| 6  | Giampaolo Caruso (ITA)       | Team Katusha        | + 1' 39"   |
| 7  | Roman Kreuziger (CZE)        | Team Tinkoff-Saxo   | + 1' 42"   |
| 8  | Domenico Pozzovivo (ITA)     | AG2R La Mondiale    | + 1' 42"   |
| 9  | Julián Arredondo (COL)       | Trek Factory Racing | + 1' 42"   |
| 10 | Rinaldo Nocentini (ITA)      | AG2R La Mondiale    | + 1' 42"   |

|    | Ciclista                     | Equip               | Temps       |
| -- | ---------------------------- | ------------------- | ----------- |
| 1  | Alberto Contador (ESP)       | Team Tinkoff-Saxo   | 21h 01' 30" |
| 2  | Nairo Quintana (COL)         | Movistar Team       | + 2' 08"    |
| 3  | Roman Kreuziger (CZE)        | Team Tinkoff-Saxo   | + 2' 15"    |
| 4  | Julián Arredondo (COL)       | Trek Factory Racing | + 2' 39"    |
| 5  | Jean-Christophe Péraud (FRA) | AG2R La Mondiale    | + 2' 40"    |
| 6  | Mikel Nieve (ESP)            | Team Sky            | + 2' 50"    |
| 7  | Daniel Moreno (ESP)          | Team Katusha        | + 2' 51"    |
| 8  | Domenico Pozzovivo (ITA)     | AG2R La Mondiale    | + 2' 56"    |
| 9  | Giampaolo Caruso (ITA)       | Team Katusha        | + 2' 58"    |
| 10 | Robert Kišerlovski (CRO)     | Trek Factory Racing | + 3' 06"    |

### Etapa 6
17 de març de 2014 — Bucchianico - Porto Sant'Elpidio, 189 km
Etapa bàsicament plana tot resseguint la costa adriàtica italiana. Els ciclistes hauran de superar tan sols dues petites dificultats muntanyoses: la primera només iniciar-se l'etapa, al pas per Chieti (6,8 km al 3,4; al km 6,8) i la segona en la part final de l'etapa, a Sant'Elpidio a Mare (2,7 km al 5,6%, al km 147,9). Els darrers 35 km són totalment plans, en un circuit pels voltants de Porto Sant'Elpidio al qual es fan dues voltes.
Etapa de transició, a l'espera de la contrarellotge final, que va estar marcada pel control exercit pels equips dels esprintadors. L'escapada del dia la protagonitzaren Peter Kennaugh (Team Sky), Steve Morabito (BMC Racing Team), Jack Bauer (Garmin-Sharp) i Cesare Benedetti (NetApp-Endura), els quals arribaren a tenir fins a cinc minuts i mig sobre el grup principal. Amb tot el ritme exercit per l'Omega Pharma-Quick Step i el Cannondale va reduir les diferències dels escapats, fins a ser neutralitzats en la darrera volta al circuit pels voltants de Porto Sant'Elpidio. En l'esprint Mark Cavendish (Omega Pharma-Quick Step) va ser el clar vencedor, seguit pel seu llançador, Alessandro Petacchi. Contador va entrar junt amb la resta de favorits en el grup principal, mantenint el liderat.
|    | Ciclista                  | Equip                   | Temps      |
| -- | ------------------------- | ----------------------- | ---------- |
| 1  | Mark Cavendish (GBR)      | Omega Pharma-Quick Step | 4h 16' 15" |
| 2  | Alessandro Petacchi (ITA) | Omega Pharma-Quick Step | m. t.      |
| 3  | Peter Sagan (SVK)         | Cannondale              | m. t.      |
| 4  | Arnaud Démare (FRA)       | FDJ                     | m. t.      |
| 5  | Tony Hurel (FRA)          | Team Europcar           | m. t.      |
| 6  | Robert Wagner (GER)       | Belkin Pro Cycling Team | m. t.      |
| 7  | Kristian Sbaragli (ITA)   | MTN Qhubeka             | m. t.      |
| 8  | Bartosz Huzarski (POL)    | NetApp-Endura           | m. t.      |
| 9  | Mark Renshaw (AUS)        | Omega Pharma-Quick Step | m. t.      |
| 10 | Davide Appollonio (ITA)   | AG2R La Mondiale        | m. t.      |

|    | Ciclista                     | Equip               | Temps       |
| -- | ---------------------------- | ------------------- | ----------- |
| 1  | Alberto Contador (ESP)       | Team Tinkoff-Saxo   | 25h 17' 51" |
| 2  | Nairo Quintana (COL)         | Movistar Team       | + 2' 08"    |
| 3  | Roman Kreuziger (CZE)        | Team Tinkoff-Saxo   | + 2' 15"    |
| 4  | Julián Arredondo (COL)       | Trek Factory Racing | + 2' 39"    |
| 5  | Jean-Christophe Péraud (FRA) | AG2R La Mondiale    | + 2' 40"    |
| 6  | Mikel Nieve (ESP)            | Team Sky            | + 2' 50"    |
| 7  | Daniel Moreno (ESP)          | Team Katusha        | + 2' 51"    |
| 8  | Domenico Pozzovivo (ITA)     | AG2R La Mondiale    | + 2' 56"    |
| 9  | Giampaolo Caruso (ITA)       | Team Katusha        | + 2' 58"    |
| 10 | Robert Kišerlovski (CRO)     | Trek Factory Racing | + 3' 06"    |

### Etapa 7
18 de març de 2014 — San Benedetto del Tronto, 9,1 km contrarellotge individual
La cursa finalitza amb una contrarellotge individual totalment plana pel passeig marítim de San Benedetto del Tronto. Aquest és el quart any consecutiu que es disputa aquesta etapa.
El primer temps destacable el va establir Alex Dowsett (Movistar Team), sisè en prendre la sortida, amb un temps de 10' 33". Aquest temps va ser el millor fins a l'arribada de Tom Dumoulin (Giant-Shimano), que el millorà per un segon. Seria un altre ciclista del Movistar, Adriano Malori l'encarregat de millorar el temps novament i deixar-lo en 10'13", un temps que ja no seria superat per cap dels especialistes en la modalitat. El quatre vegades campió del món en contrarellotge Fabian Cancellara (Trek Factory Racing) finalitzà a sis segons, mentre Bradley Wiggins (Team Sky) ho faria a onze. Entre els que lluitaven per la general no es va produir cap canvi i els tres primers classificats mantingueren les seves posicions.
|    | Ciclista                 | Equip                   | Temps   |
| -- | ------------------------ | ----------------------- | ------- |
| 1  | Adriano Malori (ITA)     | Movistar Team           | 10' 13" |
| 2  | Fabian Cancellara (SUI)  | Trek Factory Racing     | + 6"    |
| 3  | Bradley Wiggins (GBR)    | Team Sky                | + 11"   |
| 4  | Tony Martin (GER)        | Omega Pharma-Quick Step | + 15"   |
| 5  | Tom Dumoulin (NED)       | Giant-Shimano           | + 19"   |
| 6  | Alex Dowsett (GBR)       | Movistar Team           | + 20"   |
| 7  | Michał Kwiatkowski (POL) | Omega Pharma-Quick Step | + 22"   |
| 8  | Manuel Quinziato (ITA)   | BMC Racing Team         | + 23"   |
| 9  | Stijn Devolder (BEL)     | Trek Factory Racing     | + 24"   |
| 10 | Luke Durbridge (AUS)     | Orica-GreenEDGE         | + 26"   |

|    | Ciclista                     | Equip               | Temps       |
| -- | ---------------------------- | ------------------- | ----------- |
| 1  | Alberto Contador (ESP)       | Team Tinkoff-Saxo   | 25h 28' 45" |
| 2  | Nairo Quintana (COL)         | Movistar Team       | + 2' 05"    |
| 3  | Roman Kreuziger (CZE)        | Team Tinkoff-Saxo   | + 2' 14"    |
| 4  | Jean-Christophe Péraud (FRA) | AG2R La Mondiale    | + 2' 39"    |
| 5  | Julián Arredondo (COL)       | Trek Factory Racing | + 2' 54"    |
| 6  | Domenico Pozzovivo (ITA)     | AG2R La Mondiale    | + 3' 04"    |
| 7  | Robert Kiserlovski (CRO)     | Trek Factory Racing | + 3' 09"    |
| 8  | Daniel Moreno (ESP)          | Team Katusha        | + 3' 16"    |
| 9  | Michele Scarponi (ITA)       | Lampre-Merida       | + 3' 16"    |
| 10 | Mikel Nieve (ESP)            | Team Sky            | + 3' 19"    |

## Classificacions finals

### Classificació general
|    | Ciclista                     | Equip               | Temps       |
| -- | ---------------------------- | ------------------- | ----------- |
| 1  | Alberto Contador (ESP)       | Team Tinkoff-Saxo   | 25h 28' 45" |
| 2  | Nairo Quintana (COL)         | Movistar Team       | + 2' 05"    |
| 3  | Roman Kreuziger (CZE)        | Team Tinkoff-Saxo   | + 2' 14"    |
| 4  | Jean-Christophe Péraud (FRA) | AG2R La Mondiale    | + 2' 39"    |
| 5  | Julián Arredondo (COL)       | Trek Factory Racing | + 2' 54"    |
| 6  | Domenico Pozzovivo (ITA)     | AG2R La Mondiale    | + 3' 04"    |
| 7  | Robert Kiserlovski (CRO)     | Trek Factory Racing | + 3' 09"    |
| 8  | Daniel Moreno (ESP)          | Team Katusha        | + 3' 16"    |
| 9  | Michele Scarponi (ITA)       | Lampre-Merida       | + 3' 16"    |
| 10 | Mikel Nieve (ESP)            | Team Sky            | + 3' 19"    |

### Classificacions secundàries
|   | Ciclista               | Equip             | Punts |
| - | ---------------------- | ----------------- | ----- |
| 1 | Peter Sagan (SVK)      | Cannondale        | 26    |
| 2 | Alberto Contador (ESP) | Team Tinkoff-Saxo | 24    |
| 3 | Matthias Brändle (AUT) | IAM Cycling       | 20    |

|   | Ciclista               | Equip             | Punts |
| - | ---------------------- | ----------------- | ----- |
| 1 | Marco Canola (ITA)     | Bardiani CSF      | 25    |
| 2 | Alberto Contador (ESP) | Team Tinkoff-Saxo | 11    |
| 3 | Peter Kennaugh (GBR)   | Team Sky          | 10    |

|   | Ciclista                 | Equip                   | Temps       |
| - | ------------------------ | ----------------------- | ----------- |
| 1 | Nairo Quintana (COL)     | Movistar Team           | 25h 30' 50" |
| 2 | Diego Ulissi (ITA)       | Lampre-Merida           | + 1' 27"    |
| 3 | Michał Kwiatkowski (POL) | Omega Pharma-Quick Step | + 3' 33"    |

|   | Equip               | País         | Temps       |
| - | ------------------- | ------------ | ----------- |
| 1 | AG2R La Mondiale    | França       | 75h 19' 50" |
| 2 | Lampre-Merida       | Itàlia       | + 5' 19"    |
| 3 | Trek Factory Racing | Estats Units | + 8' 53"    |

### UCI World Tour
La Tirrena-Adriàtica atorga punts per l'UCI World Tour 2014 sols als ciclistes dels equips de categoria ProTeam.
| Posició               | 1r  | 2n | 3r | 4t | 5è | 6è | 7è | 8è | 9è | 10è |
| Classificació general | 100 | 80 | 70 | 60 | 50 | 40 | 30 | 20 | 10 | 4   |
| Per etapa             | 6   | 4  | 2  | 1  | 1  |    |    |    |    |     |

| #  | Ciclista                     | Equip                 | Punts |
| -- | ---------------------------- | --------------------- | ----- |
| 1  | Alberto Contador (ESP)       | Team Tinkoff-Saxo     | 112   |
| 2  | Nairo Quintana (COL)         | Movistar Team         | 84    |
| 3  | Roman Kreuziger (CZE)        | Team Tinkoff-Saxo     | 71    |
| 4  | Jean-Christophe Péraud (FRA) | AG2R La Mondiale      | 61    |
| 5  | Julián Arredondo (COL)       | Trek Factory Racing   | 50    |
| 6  | Domenico Pozzovivo (ITA)     | AG2R La Mondiale      | 40    |
| 7  | Robert Kišerlovski (CRO)     | Trek Factory Racing   | 30    |
| 8  | Daniel Moreno (ESP)          | Team Katusha          | 22    |
| 9  | Michele Scarponi (ITA)       | Astana Qazaqstan Team | 10    |
| 10 | Peter Sagan (SLO)            | Cannondale            | 9     |

## Evolució de les classificacions
| Etapa | Vencedor                | Classificació general | Classificació per punts | Classificació de la muntanya | Classificació dels joves | Classificació per equips |
| ----- | ----------------------- | --------------------- | ----------------------- | ---------------------------- | ------------------------ | ------------------------ |
| 1     | Omega Pharma-Quick Step | Mark Cavendish        | no entregat             | no entregat                  | Michał Kwiatkowski       | Omega Pharma-Quick Step  |
| 2     | Matteo Pelucchi         | Mark Cavendish        | Matteo Pelucchi         | Marco Canola                 | Michał Kwiatkowski       | Omega Pharma-Quick Step  |
| 3     | Peter Sagan             | Michał Kwiatkowski    | Peter Sagan             | Marco Canola                 | Michał Kwiatkowski       | Omega Pharma-Quick Step  |
| 4     | Alberto Contador        | Michał Kwiatkowski    | Peter Sagan             | Marco Canola                 | Michał Kwiatkowski       | AG2R La Mondiale         |
| 5     | Alberto Contador        | Alberto Contador      | Alberto Contador        | Marco Canola                 | Nairo Quintana           | AG2R La Mondiale         |
| 6     | Mark Cavendish          | Alberto Contador      | Peter Sagan             | Marco Canola                 | Nairo Quintana           | AG2R La Mondiale         |
| 7     | Adriano Malori          | Alberto Contador      | Peter Sagan             | Marco Canola                 | Nairo Quintana           | AG2R La Mondiale         |
| Final | Final                   | Alberto Contador      | Peter Sagan             | Marco Canola                 | Nairo Quintana           | AG2R La Mondiale         |